# Selden
Selden (Селден) — з 1906 року американський виробник автомобілів. Штаб-квартира розташована в місті Рочестер, штат Нью-Йорк. У 1930 році компанію купує фірма Bethlehem Truck Company. У 1914 році компанія припинила виробництво легкових автомобілів.

## Джордж Болдуін Селден
Джордж Болдуін Селден народився в 1846 році в сім'ї колишнього судді і лейтенант-губернатора штату Нью-Йорк Генрі Роджера Селдена, чиї предки прибули в США з Англії ще в 1636 році. Батько бажав, щоб юнак (один з 12 дітей в сім'ї) отримав класичну освіту в Рочестерському і Єльському університетах, однак громадянська війна перервала навчання. Джордж Селден вступив добровольцем у шостий Нью-Йоркський кавалерійський полк, але тут втрутився батько і син вирушив у більш безпечне місце — подорож по Європі. Подорожуючи по Європі, Селден познайомився з великою кількістю технічних новинок, які поки що не були відомі в США, а молодий Селден мав тягу до інженерного мистецтва, але ніяк не до юриспруденції. Після повернення додому в 1871 році завдяки татові його приймають до колегії адвокатів, але Селден займався не юридичною практикою, а винахідництвом.
У 1873 році Селден захоплюється двигунами, спочатку його захопив паровий двигун, проте незабаром він переключається на двигун внутрішнього згоряння, конструкція якого була ще на зародковому рівні. Побудувавши один невдалий зразок, Селден в 1876 році бере за основу свого наступного двигуна 2-тактний ДВЗ системи американця Брайтона, з конструкцією якого він познайомився в тому ж року, відвідавши виставку у Філадельфії, яка була присвячена 100-річчю незалежності США. Побудувавши 2-циліндровий двигун, він незабаром він взявся за конструювання трициліндрового двигуна, найнявши для побудови Френка Клемента. Клемент зібрав двигун, однак цей 2-сильний двигун був не таким вдалим, під час запуску працював всього лише один циліндр з трьох, та й то не більше п'яти хвилин, після чого мотор зупинявся. На цьому двигуні Селден експериментував з різного роду паливом, він заливав в нього бензин, гас і просто саморобні суміші, однак більш стабільно і найдовше мотор працював на бензині, тому Селден зробив ставку на бензин.

## Патент на автомобіль
Після того як Селден удосконалив свій двигун, він взявся за проєктування транспортного засобу, на який цей ДВЗ міг би бути поміщений. По дорогах Європи та й по дорогах США вже бігали парові самохідні вози. І тут Джорджу Селдену згодилися його знання в галузі юриспруденції, в травні 1879 року він подає заяву на отримання патенту свого майбутнього винаходу, боячись, що хтось встигне побудувати раніше нього автомобіль з ДВЗ. Але побудувати автомобіль не виходило через брак грошей, у нього було з'явився один спонсор з Рочестера. Джордж Селден сказав меценату: «Джим, уявляєте, ми з вами застанемо той час, коли на вулицях буде більше самохідних екіпажів, ніж гужових!». На що його партнер сказав: «Джордж, ти божевільний, вибач, але я не збираюся з тобою мати нічого спільного!». І відмовився його спонсорувати.
16 років Селден вносив поправки в конструкцію, поки 5 листопада 1895 року не отримав патент, при цьому так і не побудувавши автомобіля, але в патенті описувалися в загальних рисах двигун, зчеплення, стартер, що працював від стисненого повітря, і рульове управління.
Патент No. 549,160 охоплював основні принципи конструкції автомобіля, однак в ньому будь-які технічні нюанси були опущені, таким чином будь-який екіпаж з двигуном, що працював на рідкому вуглеводневому паливі, вважався винаходом Селдена. Тепер всі автомобілі, які з'явилися після 1879 року, не могли бути побудовані, продані або навіть використані без дозволу Селдена. Але у Селдена не було грошей, щоб подавати в суд на будь-якого американця, що побудував автомобіль з ДВЗ. У 1899 році удача прийшла на сторону Селдена, фірма Pope Manufacturing Company, біля керма якої став колишній міністр військово-морського флоту Вільям К. Уітні, який попросив свого юриста Германа Ф. Кунца вивчити всі патенти, що могли б торкнутися підприємства, очолюваного Уітні. Кунц уже знав про патент Селдена, тому, не витрачаючи часу і сил, повідомив про це роботодавцю. Тут він дізнається, що Селден веде якісь переговори про продаж патенту інвесторам з Уолл Стріт, Уітні робить все, щоб патент опинився у нього на руках, при цьому не переплачуючи стороннім особам. У підсумку в листопаді 1899 року укладається угода, за якою з січня 1900 року Селден отримує від Pope-Whitney $10,000 плюс відсоток з кожної проданої машини, до цієї угоди приєднується Columbia & Electric Vehicle Company, яка незабаром була реорганізована в корпорацію Columbia & EVC and New Haven Carriage Company з капіталом в 18 000 000 доларів (астрономічна сума на ті часи). У такої могутньої компанії були кошти на хороших адвокатів, які припиняли будь-які «незаконні» дії з боку інших виробників.
Незабаром знайшлися і перші «жертви», до яких прийшли юристи корпорації, ними стали фірми Buffalo Gasoline Motor Company, яка виробляла комплектуючі для автомобілів, і Winton Motor Carriage Company. У листопаді 1902 року, після декількох років суперечок, вдається домовитися з «порушниками патенту», внаслідок чого створюється організація The Association of Licensed Automobile Manufacturers («Асоціація ліцензованих виробників автомобілів»). За домовленістю BGMC і WMCC не платили відсотки за створену і продану продукцію до вступу в цю організацію, але при цьому сплачували вступний внесок в $2500 і по 5% з кожної проданої машини. Незабаром в АЛВА вступають інші виробники автомобілів, при цьому знижується процентна ставка, АЛВА тепер отримує 2,5% від кожної проданої машини, отримана сума розподілялася таким чином: 40% отримували творці цієї асоціації, 40% — сама організація, і тільки 20% — Селден. АЛВА була не тільки організацією, яка стягувала гроші з виробників автомобілів, одними з цілей АЛВА були обмін технічною інформацією і стандартизація автомобілів, при цьому був і один істотний мінус — асоціація вибирала тих, хто міг вступити в неї, одним з «відмовників» був Генрі Форд, якого не взяли в союз.
Причина конфлікту крилася в тому, що Сміт, який був на чолі АЛВА і в той же час директором фірми, що випускала автомобілі марки Olds, почав диктувати Форду, за якою ціною він повинен продавати свою продукцію і скільки компанія Форда повинна давати на рік асоціації, однак Форд мав на той момент скромний запас капіталу і не міг погодитися на ці грабіжницькі умови.

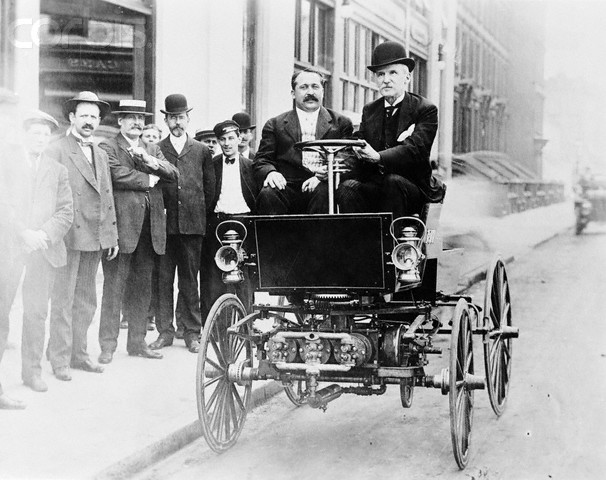
Автомобіль Селдена, побудований під час судового спору в жовтні 1903 року

Форд створює власну асоціацію — American Motor Car Manufacturers Association («Асоціацію американських автомобільних виробників»), між АААВ і АЛВА починається судова тяганина, в ході якої Селден будує дві машини з датою на борту «1877», оскільки Форд на суді заявляв, що хтось запатентував те, чого не існувало на ділі.
Однак Генрі Форд, не дивлячись на всі свої доводи, програє справу, що дає поштовх вивченню автомобільної історії Фордом, щоб накопичити фактів для нового судового розгляду, Форд не збирався миритися зі своїм програшем. Саме програш в суді послужив поштовхом виникненню автомобільного музею Генрі Форда, американець зібрав багато європейських екіпажів, які були зібрані в Європі до 1900 року, в основному це були французькі автомобілі, але не обходив стороною і вітчизняну техніку. У вересні 1909 року відбувся черговий процес, в якому знову «правда» залишається за Селденом, в першу чергу завдяки тому, що суддя Х'ю був не сильний в технічних аспектах.
Але й цього разу Форд і французька компанія Panhard et Levassor, що допомагала йому, не опускають руки, втретє вони починають справу, і врешті-решт Форд виграє 10 січня 1911 року справу, Верховний суд США в особі федерального судді Альфреда Кокса призупиняє дію патенту Селдена, який в реальності закінчувався в листопаді 1912 року, але Форду важливіший був сам факт доведення своєї правоти і перемога над недосконалістю американського патентного бюро, яке дозволило запатентувати «вагон з рульовим механізмом і рульовим колесом» або «двигун» без всякого опису принципу роботи .

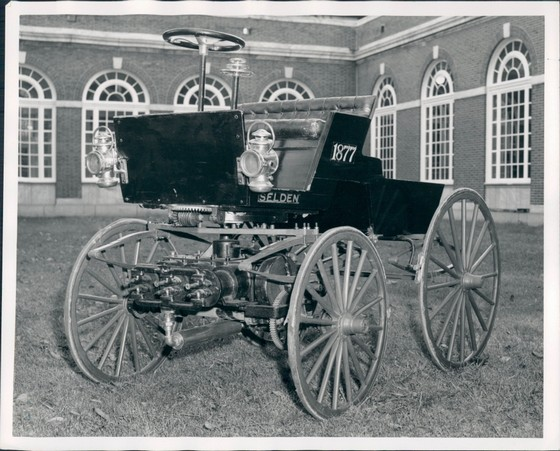
Selden Rochester, зібраний Селденом і синами, нині експонується в музеї імені Генрі Форда

Автомобіль, який Селден побудував для суду, був побудований на базі возу, двигун його був встановлений над передньою віссю, а приводив у рух передні колеса, при цьому двигун, побудований Селденом, повертався разом з усім мостом. Сьогодні один з двох побудованих автомобілів зберігається в музеї Форда Якщо перший автомобіль був побудований Селденом і його двома синами, то другий автомобіль був зібраний на потужностях Electric Vehicle Company і називався Selden Hartford. Другий автомобіль був значно модифікований і його двигун розвивав цілком пристойні 15 к.с..

## Заснування компанії. Початок виробництва автомобілів
Тим часом Селден, який зібрав грошей на пені, одержуваній за гонорар, вирішив зайнятися виробництвом автомобілів, в 1906 році він купує в Рочестері фірму Buffalo Gasoline Motor Company і перейменовує підприємство в Selden Motor Vehicle Company. Уже через рік, у червні, з'являється перший серійний автомобіль компанії, який рекламувався як «зроблений батьком автомобілів». Селден сам повинен був платити в АЛВА відсоток від проданих ним автомобілів, плюс він був змушений чекати, коли його приймуть в асоціацію як виробника автомобілів. Під капотом первістка Model 28 переховувався 4-циліндровий двигун, об'ємом 4.2 л і потужністю 30 к.с., кузови пропонувалися п'яти варіантів, однак, якщо опонент Селдена Форд випускав машини тисячами, то Селден через рік після старту продажів міг задовольнятися всього 800 проданими автомобілями, продажі поступово зросли до позначки в 1500 екземплярів. Незабаром до основної моделі приєдналася дорожча — Model 45, теж з 4-циліндровим мотором, але об'ємом вже 8.5 л, потужність якого досягала 45 к.с.. У 1909 році з'являється нова модель — Model 29, яка заміщала дві попередні, база автомобіля мала проміжну довжину між Model 28 і Model 45, мотор колишнього об'єму розвивав ту ж потужність в 30 к.с., але для закритої версії лімузин потужність була дефорсована до 28 к.с..

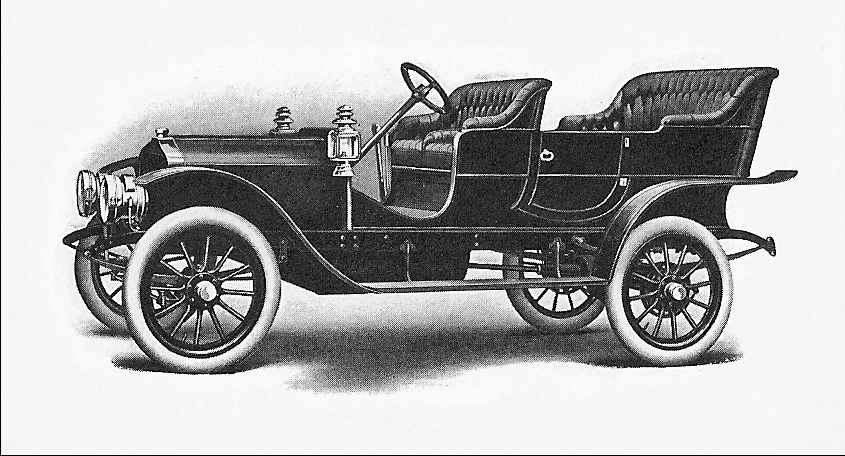
Selden Model 25 Touring

У 1910 році з'являються нові моделі — Model 25 з 4.5-літровим мотором, потужністю 36 к.с., а також більш потужна машина Model 35, яка була представлена в 2 варіантах, звідси і мала індекс S або T, під капотом цих машин ховалися 5.8-літрові 40-сильні двигуни.

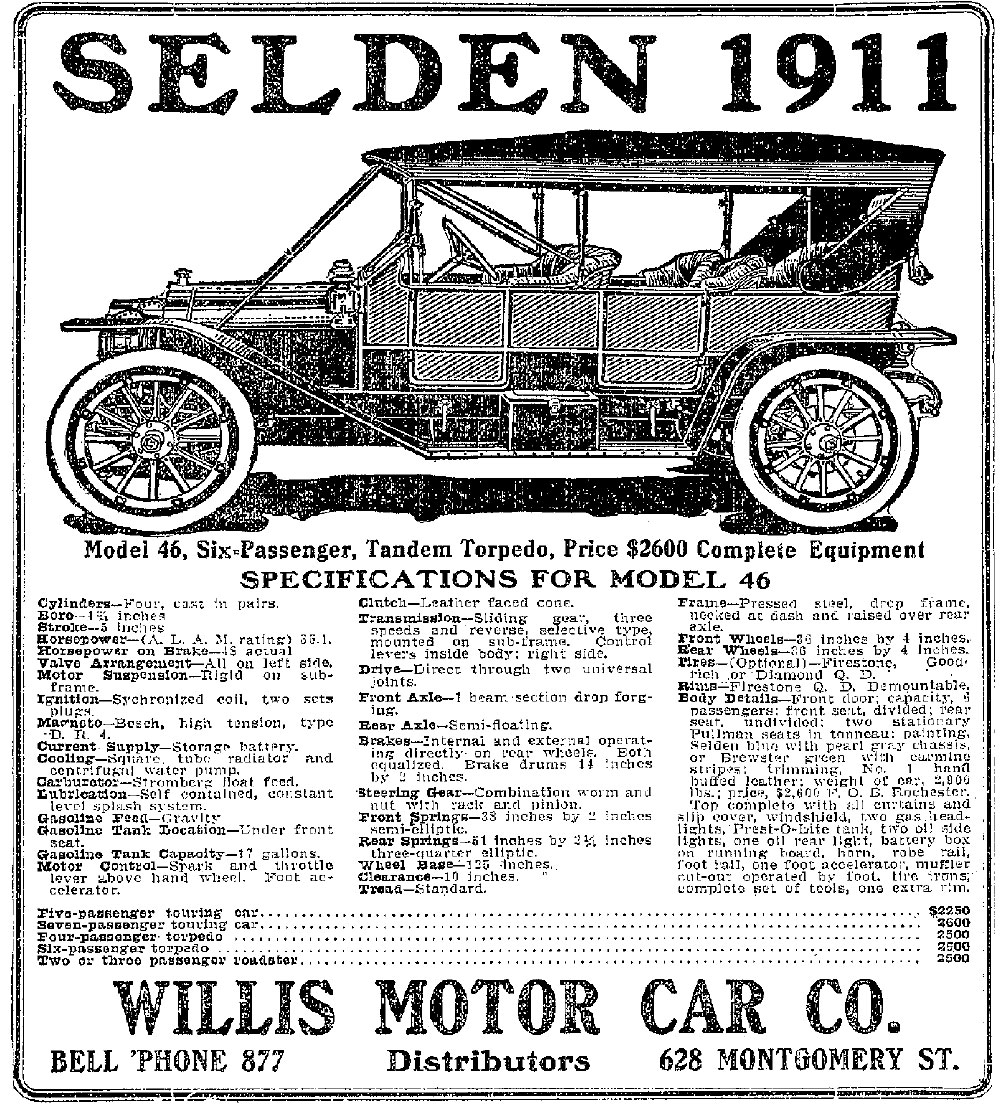
Selden Model 46

Однак в 1911 році, коли Селден в результаті програв Форду, влітку трапляється пожежа на території заводу, який знищує половину підприємства. Селден вирішує закликати на допомогу Фредеріка Ло, який був інженером марки Columbia, що вироблялася компанією Electric Motor Company. Чоловіки разом реорганізовують виробництво автомобілів, тому замість моделей 25 і 35 у виробництво йде нова модель — Series 40, яка в залежності від довжини бази могла називатися 40, 44 або 46. Під капотом у цих автомобілів знаходився колишній 5.8 л 40-сильний агрегат, який отримав подвійне запалення та електричну систему фірми Bosch.
У 1912 році у виробництві залишається тільки версія з 3.17 м базою, тобто найдовша, технічно машина не зазнає змін, але, тим не менш, назва змінюється на Model 47.
У наступні роки машина змінила індекс на Model 48 і Model 49, однак легкові машини не користувалися очікуваним попитом, і в 1914 році Селден вирішує припинити виготовлення і збут легкових автомобілів, і перейменовує своє дітище в Selden Truck Sales Corporation. Компанія стала займатися тільки виробництвом вантажних автомобілів, виробництво яких почалося роком раніше.
Перейшовши на випуск вантажівок, Селден не прогадав, оскільки незабаром почалася Перша світова, і США взяла участь у військовому конфлікті, так що Selden перепало замовлення від військового відомства, адже військовим відомством була розроблена єдина модель вантажівки, так званий Liberty Model B, який окрім Selden випускався рядом фірм, і був виготовлений загальним числом понад 8000 примірників.

## Припинення виробництва автомобілів. Закриття компанії
Селден «заробив» інсульт наприкінці 1921 року, так і не оговтавшись від нього, помер на початку 1922 року, компанія його була поглинена в 1930 році компанією Bethlehem Truck Company, яка продовжила випускати вантажівки марки Selden до 1932 року, поки не була змушена закрити свої заводи внаслідок економічної кризи початку 30-х.
На сьогодні відомо всього про шість збережених автомобілів цієї марки з випущених 7424. Не дивлячись на те, що машини не представляли свого часу технічні цінності, сьогодні ці маловідомі автомобілі мають цілком виправдану цінність серед колекціонерів.

## Список легкових автомобілів Selden
- 1906 — Selden Model 28
- 1907 — Selden Model 45
- 1909 — Selden Model 29
- 1910 — Selden Model 25
  - Selden Model 35
- 1911 — Selden Model 40
  - Selden Model 44
  - Selden Model 46
- 1912 — Selden Model 47
- 1913 — Selden Model 48
- 1914 — Selden Model 49